# Jules Perret
Jules Perret (fl. XX secolo) è stato un ginnasta francese.
Partecipò ai Giochi olimpici del 1900 di Parigi dove arrivò trentacinquesimo nella gara degli esercizi combinati.